# Ломацький Максим Іванович
Макси́м Іва́нович Лома́цький (11 серпня 1896, місто Бар Могилівського повіту Подільської губернії, нині Вінницької області — травень 1943) — сотник Армії УНР.

## Життєпис
Народився на Поділлі в родині Івана та Марії Ломацьких. Закінчив початкову школу ім. О. Пушкіна в Барі та 7 класів Барського реального училища (1916). Тоді ж вступив на хімічний відділ Варшавського політехнічного інституту, звідки в жовтні 1916 р. його призвали до російського війська, відправивши до школи прапорщиків. По її закінченні призначили в 468-й піший Наримський полк. На Південно-Західному фронті пробув до січня 1918 року.
Після демобілізації з російського війська зголосився до армії української: у березні 1918 р. вступив до Київської інструкторської школи старшин, яку закінчив у квітні того ж року. Призначений служити в 10-й Проскурівський полк. У «Життєписі» Максим Ломацький писав, що в листопаді 1918 року вступив за власним бажанням в 1 полк Січових Стрільців, де пробув до листопада 1919 року, беручи участь у «боротьбі з москалями за визволення України».
З лав української армії Максим вибув через тиф. Товариші, відступаючи, залишили його у шпиталі. Лікувався він аж до наступу «польсько-українських військ». У травні 1920 року Ломацький знову вступив в армію УНР — до Богданівського куреня 1-ї Запорізької дивізії, в складі якої брав участь «во всіх походах та бійках з москалями, і по відвороті» армій УНР інтернований польською владою в листопаді 1920 року.
8 березня 1922 року Департамент політичної інформації Міністерства внутрішніх справ уряду УНР видав посвідчення сотнику Максиму Ломацькому в тому, що він «за час служби в Українській Армії… і понині нічим компрометуючим себе не заплямував і до союзників Української Народної Республіки відносився лояльно».
Бажаючи продовжити навчання у вищих школах за кордоном, сотник Максим Ломацький 1922 року звільняється зі служби в Українській армії у безтермінову відпустку.
1 квітня 1923 року він просить зарахувати його студентом на агрономічний відділ агрономічно-лісового факультету Української господарської академії. Академію закінчив 4 травня 1928 року: дипломну працю виконав «дуже добре», а «дипломний іспит склав з успіхом дуже добрим». Виїхав у Словаччину, де працював у державній установі. Впроваджував меліоративні проекти, будував дамби. Брав участь у житті української міграції.
Помер у травні 1943 року від сухот.